# Žitětín
Žitětín je vesnice, část obce Jičíněves v okrese Jičín v Královéhradeckém kraji.

## Název
Ves měla historicky dvě části a to Velký a Malý Žitětín, nebo také Žitětín a Žitětínek, a to několik staletí. Místem Malého Žitětína byl prostor na pravém břehu řeky Mrliny směrem k Bartoušovu. Do dnešní doby z této části zůstal pouze mlýn. V prostoru hranic katastru Žitětína a Bartoušova u dnešního železničního přejezdu nedaleko sádek se nacházela zaniklá osada Mostek.
Název obce je odvozen z obecného jména žiťata, který má základ v slově žit. Podoba pojmenování podle archivních pramenů: 1391 – Zytyetin, 1400 – Zytetynek, 1416 – Zitietin, Zitietinek, 1418 – Zitietyn, 1542 – Zytietin, 1546 – Zitietin weliky, Zitietinek maly, 1606 – Žitietin, 1654 – Žitětín, Malý Žitětín, 1688 – Groß und Klein Shittetin, 1790 – Schitietin, Žitietin, 1835 – Schitietin, Žitětin, 1848 – Žitětín. Podoba z roku 1848 zůstala dodnes, vyjma doby německé okupace (Schitietin).

## Historie

### Pravěk
Území bylo osídleno už v pozdní době bronzové, jak dokládá nález formy na odlévání bronzových sekyrek, tzv. kadlubu. V osídlení pokračovali Keltové, což je patrné z nálezu keramiky v prostoru dnešní železniční tratě, ale i přítomnost nedalekého velkého keltského hradiště u Češova, tzv. Češovské valy, které je vzdáleno přibližně pět kilometrů od Žitětína.

### Středověk
První písemná zmínka je z roku 1391, ale zřejmě je obec starší, neboť roku 1392 rytíř Jan Kroj (Krog, Kroy) ze Žitětína byl nájemcem biskupského pole v Běcharech. Roku 1395 odpíral provolání obce Žitětín sousední rytíř Jindra z Bartoušova (Labounský). K roku 1407 je připomínána jeho dcera Dorota a Pytlík ze Žitětína (Pytlyk de Zytyetyn et Dorothe, filie prestacti Kroyonis).

### Novověk
Roku 1511 prodal Jan Bílský z Kařišova, hejtman Poděbradský, Žitětín a Žitětínek Janu mladšímu Straníkovi z Kopidlna. Po jeho smrti v roce 1546 byly statky zapsány sirotkovi Václavovi v Desky zemské, spravovaly je jeho dvě tety Anežka a Markéta. Když dospěl, prodal tyto statky. Podle jiných pramenů Jan mladší Straník z Kopidlna prodal statky své matce Anně Kaplířové ze Sulevic, od ní byly zapsány roku 1544 Věnku Černínovi z Chudenic, hejtmanu Poděbradskému. Po něm je dědila jeho manželka Kateřina z Hustířan, její otec Jan Rodovský z Hustířan statek prodal v roce 1565 Vilému Trčkovi z Lípy k jeho velišskému panství.
Syn Burjan Trčka z Lípy statky udržel, ale jeho syn Jan Rudolf Trčka z Lípy 22. února 1606 prodal Veliš i Žitětín Jindřichu Matesovi z Thurnu za 150 tisíc kop. Pro jeho účast na stavovském povstání bylo 22. června 1622 panství odňato Karlem z Lichtenštejna, od nějž je 14. ledna 1623 získal Albrecht z Valdštejna za 170 tisíc kop. Po jeho smrti 15. února 1634 panství koupil 13. července 1636 Jindřich Schlik za 167 216 kop.
Jeho syn František Arnošt Schlik prodal v roce 1667 Jičíněves, Žitětín a Žitětínek Karlu Zumsandovi ze Sandberka. Jeho syn Jan Jindřich Zumsande 31. července 1686 Jičíněves, Žitětín a Žitětínek zpětně prodal za 40 500 kop synovi Františka Arnošta Schlika Františku Josefu Schlikovi, který v Jičíněvsi vybudoval v letech 1715–1717 zámek (stavitelem byl Jan Baptista Mathey) a přenesl sem své sídlo. Žitětín a Žitětínek zůstali v držení Schliků až do roku 1948, kdy jim byl veškerý majetek v rámci revize pozemkové úpravy státem zabrán a movitý majetek (zvláště z jičíněveského sídla) rozkraden.

### Moderní dějiny
V minulosti[kdy?] tu byl mlýn, dva hostince, škola, hasičský, divadelní a pěvecký spolek, kovárna, kovolitectví, truhlářství, selské grunty (Boura, Adamec, Jeršov, Brzák). Působil zde osvětový a dramatický spolek Svornost byl založen roku 1921. Roku 1936 sehrál v Kozojedech Okrsek dorostu z Češova, Žitětína, Liběšic a Labouně hru se zpěvy Hanička z Podlesí.
Po komunistickém převratu nastal rychlý i pozvolný úpadek obce. Znárodněním zanikla činnost soukromých osob, v zemědělství to bylo nucené založení Jednotného zemědělského družstva Žitětín, které se později stalo součástí Státního statku Jičín. Řada obyvatel se postupně za prací přestěhovala do měst. Obec byla postižena stavební uzávěrou. Do roku 1965 byl Žitětín samostatný, 1. února 1965 se stal součástí obce Jičíněves.
Snaha o samostatnost obce roku 1993, ač s jejím vznikem souhlasili všichni obyvatelé obce starší 18 let, nebyla korunována úspěchem. Po rozkladu a bankrotu Státního statku se obyvatelům obce vrátily pouze pozemky, dodnes nedošlo k řádnému vyrovnání pohledávek. Mateřská škola zanikla, objekt obec Jičíněves pronajímala podnikatelské činnosti, nyní je nevyužíván.
Ze zájmových organizací dnes působí jen Myslivecká jednota Žitětín, sdružující i členy ze sousedních obcí. Zastoupení živnostníků a podnikatelů je mizivé, v současnosti (v roce 2014) provozuje zemědělskou činnost pouze Josef Kaizr.

## Přírodní poměry
Z hlediska geomorfologického členění leží Žitětín na jižním okraji Jičínské pahorkatiny na východě Severočeské tabule v severní části České tabule. Vesnice se nachází v nadmořské výšce 242 metrů, přibližně dva kilometry jihozápadně od Jičíněvsi. Ves se rozprostírá u řeky Mrlina, která se zde stáčí od severu k západu.

## Obyvatelstvo
| Rok            | 1869 | 1880 | 1890 | 1900 | 1910 | 1921 | 1930 | 1950 | 1961 | 1970 | 1980 | 1991 | 2001 | 2011 | 2021 |
| -------------- | ---- | ---- | ---- | ---- | ---- | ---- | ---- | ---- | ---- | ---- | ---- | ---- | ---- | ---- | ---- |
| Počet obyvatel | 230  | 275  | 302  | 287  | 285  | 277  | 234  | 196  | 155  | 123  | 94   | 59   | 56   | 56   | 55   |
| Počet domů     | 32   | 38   | 43   | 44   | 51   | 50   | 53   | 54   | 48   | 46   | 36   | 43   | 45   | 45   | 36   |

## Obecní správa
Při sčítání lidu v letech 1850–1964 byl Žitětín samostatnou obcí v okrese Jičín. Od 1. ledna 1965 je částí obce Jičíněves v okrese Jičín.

### Správní území
Žitětín stojí ve stejnojmenném katastrálního území o rozloze 2,59 km². Největší podíl na celkové výměře má orná půda a to 69%.
| Druh pozemku     | Počet parcel | Výměra m² |
| ---------------- | ------------ | --------- |
| Orná půda        | 138          | 1 791 271 |
| Zahrada          | 52           | 42 507    |
| Ovocný sad       | 4            | 12 551    |
| Travní plochy    | 90           | 289 151   |
| Lesní pozemky    | 20           | 113 724   |
| Vodní plochy     | 31           | 156 665   |
| Zastavěné plochy | 62           | 48 528    |
| Ostatní plochy   | 75           | 134 249   |
| Celkem           | 472          | 2 588 646 |

## Doprava
Žitětín se nachází zhruba 1,5 kilometru od silnice I/32, z ní odbočuje silnice III/28035, která prochází obcí a dále pokračuje přes Labouň do obce Vršce, kde se napojuje na silnici II/280.
Západně od Žitětína vede železniční trať Nymburk–Jičín jejíž provoz byl zahájen v roce 1881. Přímo u křížení tratě se silnicí I/32 je stanice Bartoušov, která je přímo dostupná po místní komunikaci ze Žitětína. Stanice byla v minulosti využívána i pro nákladní dopravu a také k osobní dopravě z okolních obcí. V současné době se plánuje rekonstrukce stanice na výhybnu a vytvoření nové zastávky s názvem Žitětín.
Dopravní obslužnost je zajištěna jednak v pracovní dny autobusovou linkou v dopravním systému IREDO. Linka projíždí přímo obcí a zajišťuje spojení jak do Jičíněvsi, tak do Kopidlna a především do okresního města Jičína. Po celý týden je pak zajištěno vlakové spojení do Jičína nebo Nymburka.

## Pamětihodnosti
- Památník padlých za svobodu, který je věnován občanům obce, kteří zahynuli v první a druhé světové válce
- Socha ochránce obce svatého Floriána z roku 1843 a socha Svatého Kříže
- Dřevěná zvonička z roku 1929
- Socha Svatého Václava, která stojí na rozcestí státní silnice, ovšem v katastru Bartoušova

### Ostatní stavby
- Patkův mlýn je pojmenován po rodu posledních majitelů, kteří provozovali mlýn. Mlýn využíval náhonu z okolo protékající Mrliny a také vlastní zásobní rybníček v lesoparku za mlýnem. Současná podoba je roku 1922. Provoz mlýna byl ukončen v roce 1951. Poslední majitelka z rodu Patků žila ve mlýně až do sedmdesátých let 20. století, kdy byl mlýn prodán a vzniklo z něj rekreační středisko. Po roce 1989 byl mlýn delší dobu opuštěný, současný majitel zde hospodaří.[10]
- Márnice a hřbitov – Místní hřbitov byl vybudován v roce 1941, jak dokládá provedení sloupu vstupní brány. Do té doby se pohřbívalo u kostela ve Slatinách, kam obec příslušela v rámci farního obvodu. Na hřbitově je postavena kaple s věžičkou a po stranách kaple je márnice a původně zamýšlené zázemí pro hrobníka.
- Škola – Místní obecná škola byla založena roku 1873 a v roce 1893 přistavěna. Škola byla dvoutřídní a navštěvovaly ji děti ze Žitětína a Labouně. Později byla škola proměněna v mateřskou školu, kterou provozoval Státní statek Jičín. Po roce 1989 školka zanikla a objekt školy byl obcí pronajímán k podnikatelské činnosti. V roce 2015 obec objekt zrekonstruovala na domov pro seniory se šesti byty.[11]

## Osobnosti
- Matěj Havelka (1809–1892), právník, politik a básník
- Jaroslav Prager (1863–1902), lékař, kabaretní herec a zpěvák, autor textů k populárním písním
- Josef Vanc (1915–1944), československý voják a příslušník paravýsadku Carbon